# Sîngera
Sîngera – miasto (rum. oraș) w środkowej Mołdawii w sektorze Botanica miasta Kiszyniowa. Według danych szacunkowych, w 2012 liczyło 8000 mieszkańców.